# Torneo de Nottingham 2018
El Nature Valley Open 2018 fue un torneo profesional de tenis jugado en canchas de césped al aire libre. Fue la décima primera edición del evento para las mujeres. Se llevó a cabo en Nottingham (Reino Unido) entre el 11 y el 17 de junio de 2018. El torneo de hombres fue relegado a un torneo challenger el Challenger de Nottingham 2018 jugado la misma semana.

## Distribución de puntos
| Modalidad           | Campeona | Finalista | Semifinales | Cuartos de final | 2ª ronda | 1ª ronda | Clasificadas | 2ª ronda de clasificación | 1ª ronda de clasificación |
| Individual femenino | 280      | 180       | 110         | 60               | 30       | 1        | 18           | 12                        | 1                         |
| Dobles femenino     | 280      | 180       | 110         | 60               | 1        | -        | -            | -                         | -                         |

## Cabezas de serie

### Individuales femenino
| Tenista              | Ranking | Preclasificada |
| Ashleigh Barty       | 17      | 1              |
| Magdaléna Rybáriková | 18      | 2              |
| Naomi Osaka          | 20      | 3              |
| Johanna Konta        | 21      | 4              |
| Mihaela Buzărnescu   | 33      | 5              |
| Donna Vekić          | 50      | 6              |
| Zarina Diyas         | 51      | 7              |
| Camila Giorgi        | 57      | 8              |

- Ranking del 28 de mayo de 2018.[3]

### Dobles femenino
| Tenista                             | Ranking | Preclasificadas |
| Lyudmyla Kichenok Alla Kudryavtseva | 78      | 1               |
| Nadiia Kichenok Anastasia Rodionova | 85      | 2               |
| Alicja Rosolska Abigail Spears      | 89      | 3               |
| Hao-Ching Chan Laura Robson         | 116     | 4               |

## Campeonas

### Individual femenino
Ashleigh Barty venció a  Johanna Konta por 6-3, 3-6, 6-4

### Dobles femenino
Alicja Rosolska /  Abigail Spears vencieron a  Mihaela Buzărnescu /  Heather Watson por 6-3, 7-6(7-5)